# Dance (Our Own Party)
 For alternative betydninger, se Dance (flertydig). (Se også artikler, som begynder med Dance)
"Dance (Our Own Party)" er en sang af det maltesiske indiepopband The Busker.
Sangen repræsenterede Malta i Eurovision Song Contest 2023 efter at have vundet Malta Eurovision Song Contest 2023, den maltesiske nationale finale for dette års Eurovision Song Contest.
Malta blev placeret i den første semifinale, der blev afholdt den 9. maj 2023, og optrådte som nummer to i showet. Sangen kvalificerede sig ikke til finalen og sluttede på en 15. plads.